# Гадурзело (Козенца)
Гадурзело је насеље у Италији у округу Козенца, региону Калабрија.
Према процени из 2011. у насељу је живело 80 становника. Насеље се налази на надморској висини од 361 м.